# Campania
Campania er en region i det sydlige Italien. Dens naboregioner er Lazio, Molise, Apulien, og Basilicata.
Regionshovedstaden er Napoli. Andre vigtige byer er Salerno, Caserta, Benevento, Avellino, Sorrento, Amalfi, Torre del Greco, Pozzuoli, Aversa og Capua.
Campanias geografi spænder fra fine badestande over landbrugsjord til ufremkommelige bjerge. Af specielle steder kan nævnes Amalfi-kysten syd for Napoli, øen Capri med den blå grotte, de græske ruiner i Paestum samt vulkanen Vesuv, der blandt andet er kendt for ødelæggelsen af Pompeji og Herculaneum i 79 e.Kr.
Madmæssigt er regionen mest kendt for pizzaen, der ifølge traditionen stammer fra Napoli. Endvidere kan nævnes Mozzarella di Bufala samt likøren Limoncello.

## Mode
Luksusmærker som Kiton, Cesare Attolini, Isaia, Rubinacci, Harmont & Blaine, E. Marinella ligger i Campania. De har allesammen et relativt lille salg på årsbasis på mindre end €100 mio. hver.

## Historie
Campaniens historie er meget lang, og den bedst kendte del begynder ved grækernes kolonisering, forsætter med romernes erobring og krigene mod Karthago, videre til germanerinvasionerne i den tidligste middelalder og normannernes erobring i det 11. århundrede. Derfra fører historien over et mere eller mindre selvstændigt kongerige med stadigt skiftende dynastier frem til Italiens samling i det 19. århundrede

## UNESCOs Verdensarvsliste
- Napoli
- Amalfikysten
- Casertas Slott
- Akvædukt Carolino
- San Leucio
- Pompeji
- Herculaneum
- Oplontis
- Cilento, Vallo di Diano og Alburni Nationalpark
- Paestum
- Velia
- Padulas Klosteret

- Wikimedia Commons har flere filer relateret til Campania

40°54′38″N 14°55′14″Ø / 40.9106°N 14.9206°Ø